# 紙幣識別機
紙幣識別機（しへいしきべつき）は、主に自動販売機に内蔵されて、料金として差し込まれる紙幣の金種の分類と簡易な真贋判定を行う装置である。同種の機械に「紙幣鑑別機」（しへいかんべつき）と呼ばれるものがあり、銀行などでより精度の高い真贋判定を行う用途に用いられる。本項目では両方扱う。

## 紙幣識別機
紙幣識別機は主に紙幣を扱う自動販売機の中に備えられており、紙幣の金種分類と簡易な真贋判定を行う。
この装置は、紙幣投入口に差し込まれた紙状の物をベルト機構によって内部に取り込み、一定速度で搬送中に複数のセンサーでその表面を検査してデータを取得する。一般的な紙幣識別機では、光を検知する可視光センサーと磁気インクを読み取る磁気センサーを備えており、金種の違いは基本的には紙幣の幅や長さといった物理的な違いで判別して、あらかじめ記憶されているその金種の磁気データに合致することで本物の紙幣であると判定しているものが中心である。可視光センサーは紙質を検知してコピー用紙のような初歩的な偽造紙幣を見破るのに用いられることが多い。金種の特定と真贋判定で合格すれば、電気信号を外部に出し、自動販売機内の別のユニットによって投入金額の表示や商品の選択などを行って商品を取り出し口へ出すと、ベルト機構の途中で保留状態だった紙幣が紙幣を格納するスタッカに格納される。紙幣投入口に差し込まれた後のいずれの段階においても、真贋判定で不合格となったり購入が取り消された場合には、投入物は投入口より戻される。

## 紙幣鑑別機
紙幣鑑別機は紙幣識別機に鑑別能力を加えたものであり、一般的に現金自動預け払い機に備え付けられている。紙幣の真贋をより高い精度で峻別できる機能に加えて、一般にはホッパーとスタッカーを備えて枚数を計数する機能を持っている。紙幣識別機が1枚ずつ順番に時間をかけて処理するのに対して、紙幣鑑別機は高速で処理し、多機能な機種では金種別に分類して排出できるものもある。
また紙幣識別機は金種を判別するのが主な働きであって、ある程度精巧な偽札を検知する性能までは求められていないのに対して、紙幣鑑別機は偽札を検知することが求められ、そのために既知の偽札に関する情報が内蔵され、機種によってはUSBを経由してPCから最新情報を取り込めるものもある。
鑑別のためには、磁気センサーに加えて可視光線センサーや赤外線センサー、紫外線センサーが複合的に用いられ、特に紙幣の通し番号である「記番号」を画像処理によって読み取り、過去の偽札の記番号データと照合している。それでも、記番号も知られていない新たに登場する精巧な偽札まで鑑別できるほどの性能があるとは、メーカーでも謳っていない。
光学式センサーは反射型と透過型があり、反射型は片面のみのデータを得るのに対して、透過型は紙の厚みや紙質を含めて両面の画像が重なった状態でのデータを得ることになる。